# 志茂崇弘
志茂 崇弘(しも たかひろ)は、1958年生まれのアーティストである。
1980年にアメリカ合衆国アリゾナ州にあるRobert-Venn School of Luthieryを卒業。
1981年モーリス弦楽器製造に入社。経歴を認められてすぐに手工班に配属。アーティストモデルや高級注文品の製作、新製品の開発に携わる。
1982年Shimo Guitarsを開業。ハンドメイドのアコースティックギターやエレクトリックギターの製作販売を開始。材料選択から製作販売全てを1人で行うLuthierの先駆者である。
アコースティックギターの使用者は、佐久間順平、山内雄喜、さとう宗幸、豊田勇造、シバ（三橋乙椰）、李政美、坪井寛、柳沢二三男、他。
エレクトリックギターは、加納秀人、小野リサ、坪井寛、柳沢二三男、他。
1992年からウクレレの製作を開始。日本のウクレレ製作者の草分け、パイオニア的存在である。
常に新しい発想で楽器を製作。円ではない動物などの形のサウンドホール、ダブルサウンドホール、マンゴやウォルナットなどコア以外の材を使用、ダブルネックやトリプルネック、ギターとウクレレの合体、左右非対称ボディやヘッド、ピッコロウクレレ、とにかく誰もみたことのない楽器を製作するのが信条である。
ウクレレは特にシモレレの愛称で親しまれており、高木ブー、IWAO、関口和之、藤井康一、山内雄喜、他多くのプロミュージシャンが使用している。アマチュアの間でも人気が高く注文から完成まで数年待ちである。